# Krzysztof Wodiczko
Krzysztof febcebdiczko es un artista que actualmente vive en Boston  y enseña en MIT. Es hijo de un director de orquesta polaco Bohdan Wodiczko, él nació el año 1943 en Varsovia, y se graduó de la Academia de Bellas Artes de Varsovia en 1968 con el grado en diseño industrial, e impartió clases en el Politécnico de Varsovia hasta 1977. Emigró ese año a Canadá para enseñar en la University de Guelph en Ontario. En 1979 dio clases en el Colegio de Artes de Ontario en Toronto y de 1977 a 1981 en el Colegio Nova Scotia de Arte y Diseño en Halifax.
Wodiczko es conocido por sus más de 40 proyecciones al aire libre, que han sido instaladas en más de una docena de países. Sus obras suelen ser de conciencia social y a menudo de naturaleza política. Ejemplos de éstas incluyen proyecciones sobre edificios de manos o caras de personas que hablan de sus experiencias personales o crímenes que han sufrido, lo que permite la emisión pública de problemas que generalmente se mantienen en privado. Él ha calificado este estilo de arte como Diseño Interrogativo. Su proyección más conocida tuvo lugar en el año 1985, cuando se mostró la imagen de una esvástica en la Embajada de Sudáfrica durante una marcha de protesta en crítica del sistema de apartheid del país. 
Uno de sus proyectos controvertidos fue el diseño y construcción de un vehículo especial para gente sin hogar.

## Biografía
Krzysztof Wodiczko nació en 1943 en Varsovia, Polonia, y vivió y trabajó en Nueva York y Cambridge, Massachusetts. Desde 1980, él creó más de 70 diapositivas y proyecciones de video a gran escala -con enfoque político-, sobre las fachadas arquitectónicas y monumentos en todo el mundo. Al apropiarse de los edificios públicos y monumentos como telón de fondo para las proyecciones, Wodiczko centra la atención en la forma en la cual la arquitectura y los monumentos reflejan la memoria colectiva e histórica. En 1996 añadió sonido y movimiento a las previsiones y empezó a colaborar con las comunidades alrededor de los sitios de proyección elegidos, dando voz a las preocupaciones de los hasta ahora marginados y silenciosos ciudadanos que viven a la sombra de estos monumentos. Proyectando imágenes de las manos, caras o cuerpos enteros de los miembros de la comunidad sobre las fachadas arquitectónicas, y combinando estas imágenes con testimonios hablados, Wodiczko altera nuestra comprensión tradicional de la función del espacio público y la arquitectura. 
El autor cuestiona la silenciosa y austera monumentalidad de los edificios, activándolos en un estudio de las nociones de derechos humanos, democracia y verdades sobre la violencia, alienación e inhumanidad que subyacen en incontables aspectos de la interacción social de la sociedad de hoy en día. Wodiczo ha desarrollado también “instrumentos” para facilitar la supervivencia, comunicación y sanación, para las personas sin hogar e inmigrantes. Estos dispositivos terapéuticos, los cuales Wodiczko imagina como prótesis tecnológicas o herramientas para fortalecer y ampliar las habilidades humanas, tratamiento tanto para discapacidad física como para las dificultades económicas, traumas emocionales y trastornos psicológicos.
Dirige el Grupo de Diseño Interrogativo y es Director del Centro de Arte, Cultura y Tecnología, anteriormente conocidos como  Centro de Estudios Visuales Avanzados y el Instituto de Tecnología de Massachusetts. Su trabajo ha aparecido en muchas exposiciones internacionales, incluyendo São Paulo Bienale (1965, 1967, 1985); Documenta (1977, 1987); Venice Biennale (1986, 2000); y Whitney Biennial (2000).

## Trabajos
Proyecciones :
- 1983 : Arco de los Soldados y Marineros, Brooklyn, NY
- 1985 : The South African Embassy, Londres
- 1988 : The Hirshhorn Museum, Washington D. C.
- 1989 : The Whitney Museum of American Art, Nueva York
- 1990 : The Lenin Monument, Berlín
- 1991 : Arco de la Victoria, Madrid
- 1996 : City Hall Tower, Cracovie
- 1998 : Bunker Hill Monument, Boston
- 1999 : A-Bomb Dome, Hiroshima
- 2001 : El Centro Cultural, Tijuana, México
- 2005 : Facade of the National Gallery ien Varsovia
- 2006 : The Kustmuseum Basel, Suiza

Vehículos y dispositivos tecnológicos :
- 1988-89 : Homeless Vehicle
- 1991 : Poliscar
- 1992 : Alien Staff
- 1994 : Porte-Parole
- 2000 : AEgis
- 1999-a hoy : Dis-Armor